# Gefecht bei Villersexel
Weißenburg – Spichern – Wörth – Colombey – Straßburg – Toul – Mars-la-Tour – Gravelotte – Metz – Beaumont – Noisseville – Sedan – Sceaux – Chevilly – Bellevue – Artenay – Châtillon – Châteaudun – Le Bourget – Coulmiers – Amiens – Beaune-la-Rolande – Villepion – Loigny und Poupry – Orléans – Villiers – Beaugency – Nuits – Hallue – Bapaume – Villersexel – Le Mans – Lisaine – Saint-Quentin – Buzenval – Paris – Belfort
Das Treffen bei Villersexel am 9. Januar 1871 zwischen der französischen Ostarmee unter General Bourbaki und dem deutschen XIV. Korps unter General August Graf von Werder war ein Gefecht des Deutsch-Französischen Krieges.

## Vorgeschichte
Im Januar 1871 versuchten die Franzosen eine koordinierte Offensive, um zum einen die deutsche Belagerung von Paris aufzuheben und gleichzeitig die Belagerungsverbände vom Nachschub abzuschneiden. Dazu sollten gleichzeitig mehrere Angriffe geführt werden. Dies waren: ein großer Ausfall der Pariser Besatzung bei Buzenval, ein Angriff aus dem Südwesten durch die Loirearmee, der in der Schlacht bei Le Mans verhindert wurde, ein Angriff von Norden, der deutsche Truppen binden sollte und in der Schlacht bei Saint-Quentin zurückgeschlagen wurde, sowie der Angriff im Süden durch die Ostarmee in Richtung Belfort, der zur Schlacht an der Lisaine führte.
Die deutschen Verbände waren nach dem Fall von Metz bis nach Dijon vorgestoßen, das nach kurzen Kämpfen am 31. Oktober 1870 erobert worden war. Das Hauptziel der deutschen Truppen war die Belagerung der Festung von Belfort, die Einnahme der Festung war jedoch noch nicht möglich.
Die französische Ostarmee wurde im Raum Besançon aufgestellt. Dies veranlasste die Deutschen zur Räumung von Dijon am 27. Dezember 1870 und zur Verlegung der Truppen in Richtung Belfort.

## Verlauf
Die Deutschen hatten den Vorteil, dass sie sich vor den Franzosen in Richtung Osten bewegen konnten. Bei dieser Verlegung kam es am 9. Januar zum Gefecht von Villersexel. Die deutschen Truppen führten hier durch die verstärkte Brigade Goltz der 13. Division und die 4. Reservedivision (Generalleutnant von Schmeling) einen Angriff gegen die linke Flanke der auf Belfort marschierenden Armee Bourbakis [XVIII., XX. und XXIV. Korps] bei Villersexel in der Nähe von Lure aus. Nachdem bis ca. 13.00 Uhr der Ort und das Schloss Les Grammont eingenommen worden waren, begann am späten Nachmittag ein französischer Gegenangriff unter der persönlichen Leitung von General Bourbaki. Gegen die zahlenmäßig überlegenen französischen Verbände war ein Erfolg auf Dauer nicht zu erreichen und die Preußen mussten sich gegen 3 Uhr am 10. Januar zurückziehen, um nicht eingeschlossen zu werden. Das Schloss wurde von den Franzosen hierbei erst im Nahkampf erobert.

## Folgen
Die zahlenmäßig überlegenen Franzosen konnten zwar einen taktischen Sieg erringen, weil sich die deutschen Truppen zurückziehen mussten, verloren aber Zeit, als sie sich nach dem Erfolg sammeln mussten. Ziel der deutschen Führung war es, einen Abstand zwischen die in die gleiche Richtung marschierenden Einheiten zu bringen und die französische Armee aufzuhalten, um vor Belfort eine gesicherte Verteidigungslinie zu erreichen und ausbauen zu können. Dieses Ziel konnte erreicht werden. Der Vormarsch der Franzosen ging erst am 13. Januar 1871 weiter.
Mit dem hier gewonnenen Vorsprung konnte eine Verteidigungslinie an der Lisaine errichtet und in der nachfolgenden Schlacht an der Lisaine gehalten werden.